# Мёртвая голова (бабочка)
Мёртвая голова, или бражник мёртвая голова (лат. Acherontia atropos) — крупная массивная бабочка с размахом крыльев до 13 см, принадлежащая к семейству бражников (Sphingidae). Самый крупный представитель семейства в фауне Европы , является второй по величине бабочкой Европы (после сатурнии грушевой) и первой по размерам тела. Отличительной особенностью является характерный рисунок на груди, напоминающий человеческий череп, что послужило основой для создания целого ряда легенд и суеверий о данной бабочке.

## Этимология
Латинское биноминальное название «Acherontia atropos» восходит к греческой мифологии. Ахерон в мифологии — одна из 5 рек в подземном царстве мёртвых, также слово «Ахерон» употреблялось для обозначения глубины и ужасов преисподней. Атропос или Атропа (греч. Ἄτροπος, «неотвратимая») — неумолимая, неотвратимая участь (смерть) — имя одной из трёх мойр — богини судьбы, перерезающей нить человеческой жизни.
Русское название «мёртвая голова» происходит от характерной черты окраски бабочки — наличия на груди жёлтого рисунка, напоминающего человеческий череп. У большинства европейских народов эта бабочка носит название, сходное по значению с русским.

## Таксономия и систематика
Первое научное описание бражника мёртвая голова было сделано Карлом Линнеем в его труде Systema naturæ, под названием Sphinx atropos. Позднее, в 1809 году, немецкий энтомолог Якоб Генрих Ласпейреса перенёс бабочку в выделенный им род Acherontia, к которому она относится и по сей день.
Род Acherontia выделяют в трибу Acherontiini (Boisduval, 1875). Родство между видами в пределах трибы полностью не исследовано.
Филогения вида может быть представлена следующим образом (на схеме справа):

## Описание

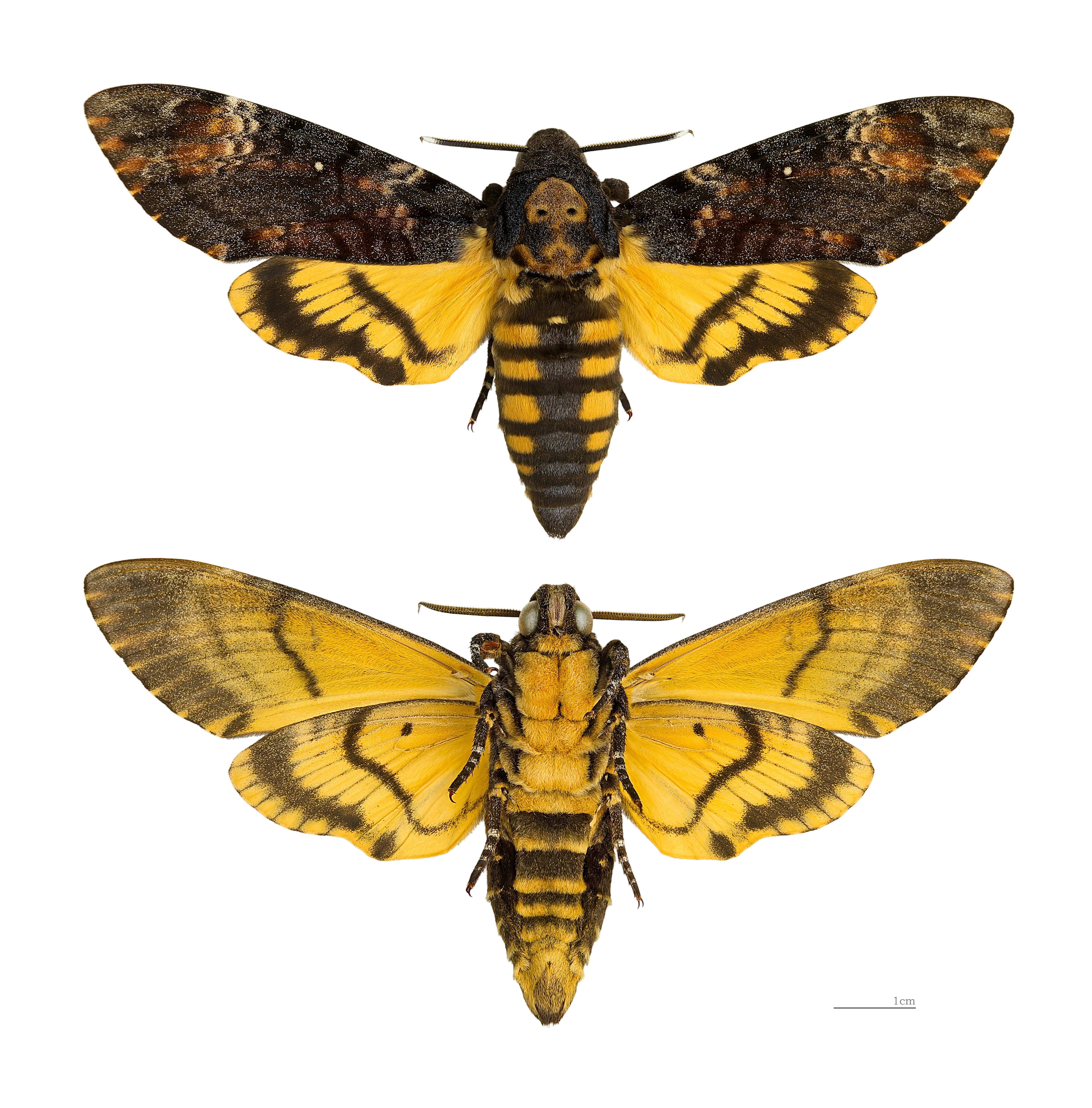

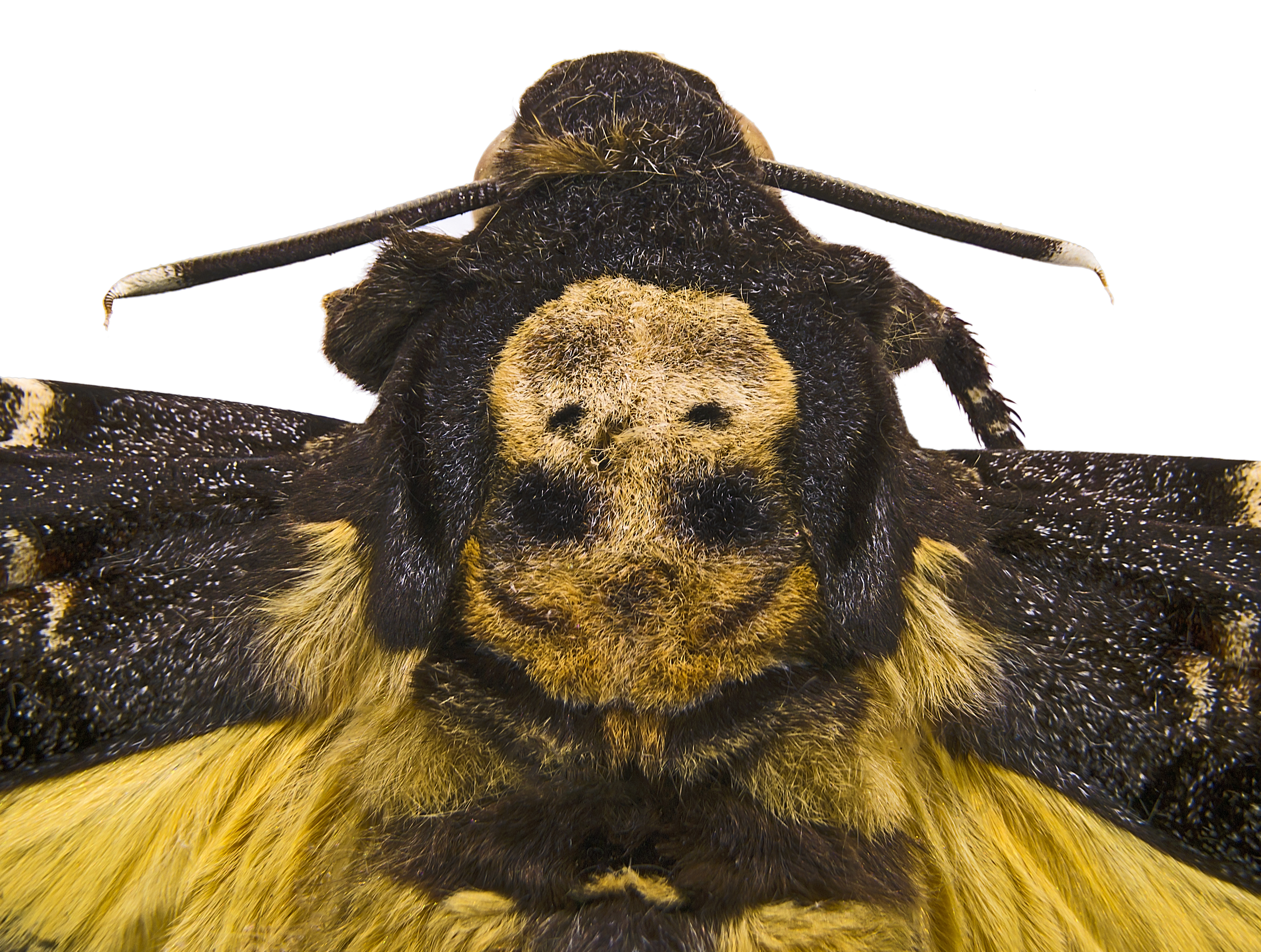
Рисунок на груди, напоминающий человеческий череп

Длина переднего крыла 40—50 мм, максимально — до 70 мм. Размах крыльев у самцов 90—115 мм, у самок — 100—130 мм. Половой диморфизм выражен слабо. Передние крылья в длину более чем в 2 раза больше, чем в ширину, с приострённой вершиной. Их наружный край ровный. Задние крылья в длину обычно в 1,5 раза больше, чем в ширину, заметно скошены к заднему краю, имеют неглубокую выемку по своему наружному краю перед анальным углом.
Вес самцов 2—6 г, самок — 3—8 г.
Голова чёрно-коричневая или почти чёрная. Грудь чёрно-коричневого или синевато-бурого цвета с охряно-жёлтым рисунком, напоминающим собою человеческий череп с чёрными глазницами. Этот рисунок изменчив и может полностью отсутствовать — например, у формы Acherontia atropos f. obsoleta. Патагии и тегулы черновато-голубые.
Нижняя сторона груди и последних сегментов брюшка — охряно-жёлтого цвета. Последние 2, реже 3 сегмента брюшка у самца полностью серо-голубые либо чёрные. У самки так окрашен только последний сегмент.
Окраска передних крыльев изменчивая — может быть различной степени интенсивности, включая наличие пятен и тёмных полос. В большинстве случаев передние крылья буро-чёрного, местами чёрного цвета, разделены на три поля двумя поперечными, сложно разрисованными, волнистыми полосами жёлто-пепельного цвета. Задние крылья охряно-жёлтые с двумя чёрными поперечными полосами. Наружная полоса шире, с зубчатым краем. Полосы изменчивы по своей ширине и окраске — могут быть бурого цвета или выраженными настолько сильно, что почти сливаются друг с другом. На задних крыльях жилки R5 и M1 располагаются на коротком общем стебле.
Брюшко мощное, длиной до 60 мм и диаметром до 20 мм, покрыто прилегающими чешуйками. Оно без кисточки из чешуек на конце, жёлтое, с чёрными кольцами и продольной широкой синевато-серой полосой по центру. У самца брюшко немного заострённое, у самки — округлённое, сзади тупое.
Глаза круглые, голые. Хоботок короткий, толстый, длиной от 10 до 14,5 мм, покрыт ресничками. Губные щупики хорошо развитые, загнуты кверху, с внешней стороны густо покрыты чешуйками, плотно прижаты к голове. Усики короткие, стержневидные, резко сужены и слегка изогнуты перед вершиной. Обладают 2 рядами ресничек на вентральной стороне каждого членика. У самки они веретенообразные, без ресничек. Ноги укороченные и толстые. Лапки с 4 продольными рядами крепких шипов. Средние и задние лапки сдавлены с боков. Пульвиллус отсутствует, паронихиум редуцирован до короткой широкой лопасти. Задние голени с 2 парами шпор.

## Ареал

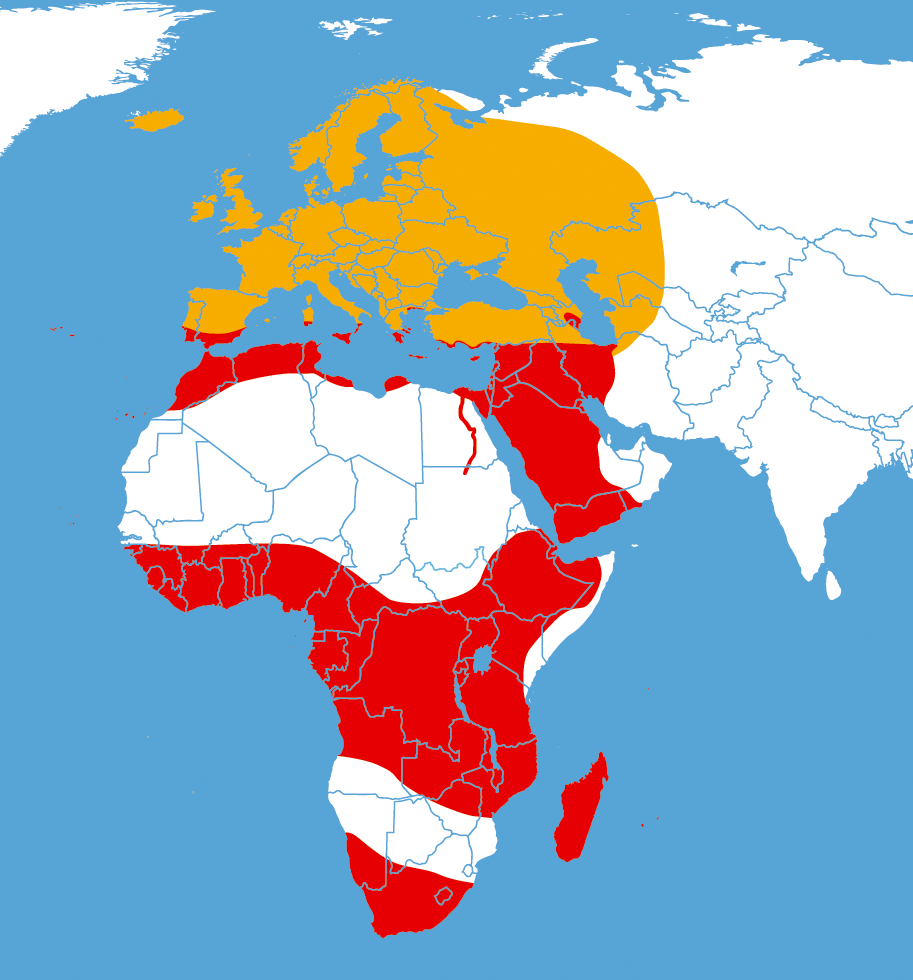
Ареал мёртвой головы.
круглогодичный ареал
летний, миграционный

Ареал охватывает тропическую Африку, Мадагаскар, Сирию, Ирак, Кувейт, Северо-Восточный Иран, западные районы Саудовской Аравии. В западной части Палеарктики является залётным видом.
Таким образом, бражник мёртвая голова распространён в тропическом и субтропическом поясах Старого Света до Туркменистана на востоке. 
Встречается в Южной, отчасти и Центральной Европе, включая Азорские острова и Канарские острова, в Турции, Закавказье и Туркменистане. В Крыму вид очень редок. Наиболее дальние и подтверждённые залёты вида в северо-восточном направлении отмечены в Висимский заповедник (Средний Урал) и в окрестности Павлодара (Северо-Восточный Казахстан). В отдельные годы вид может совершать перелёты до Средней и Северной Европы, включая Исландию.
На территории России имеются находки этого вида в южных и центральных районах европейской части и на Кавказе: Астраханской, Волгоградской, Саратовской, Московской, Смоленской, Калужской, Краснодарского края, Пензенской и с Северного Кавказа.
На Кавказе встречается в Абхазии, Карачаево-Черкесии, Восточной Грузии, Армении, Азербайджане. В Сибири — неподтверждённые собранными экземплярами сообщения с юга Тюменской области.
Изначально родиной европейских популяций является Северная Африка. Даже популяции, обитающие на юге Европы, периодически нуждаются в пополнении за счёт мигрантов из более южных регионов.

## Миграции и время лёта
Относится к видам, совершающим ежегодные перелёты на север. В местах миграции образует временные колонии, количество вида в разные годы колеблется и зависит от состояния численности в местах своего постоянного обитания.
В зависимости от погодных условий длительность миграционных перелётов может отличаться. В благоприятные годы бражники долетают до Исландии. На территории России такие мигрантные экземпляры находили под Санкт-Петербургом, Петрозаводском и даже на Кольском полуострове, на Среднем Урале, юге Тюменской области, а также сопредельно — на северо-востоке Казахстана.
Acherontia atropos встречается в Африке круглый год в непрерывно следующих друг за другом поколениях. В Европе первые мигрирующие бабочки появляются начиная с мая, иногда уже с марта-апреля, вместе с отдельными особями, пережившими европейскую зиму в состоянии куколки.
Первая волна мигрирующих особей ослабевает в течение июня, вторая волна следует в августе и сентябре. Яйца оплодотворённых самок созревают во время миграционного полёта на север. Если созревание завершено, бабочки больше не продолжают полёт и, найдя кормовое растение гусениц, откладывают яйца. Первые бабочки в большинстве случаев не находят растения картофеля в достаточном количестве и откладывают яйца на другие кормовые виды растений.
С июля до сентября бабочки прилетают с юга в Центральную и Восточную Европу.
На юге европейской части ареала даёт два поколения в год, в тёплую осень наблюдается и частичная третья генерация.

## Местообитание
Встречается в различных ландшафтах, преимущественно в долинах, в культурном ландшафте, на полях и плантациях.
Также заселяет открытые, поросшие кустарниками ландшафты. Отдаёт предпочтение сухим и прогреваемым солнцем районам. В Центральной Европе встречается преимущественно в культурных ландшафтах, часто на картофельных полях и плантациях.
На Кавказе обитает в предгорьях, реже в низменных местностях. В горах поднимается на высоты до 700 метров над уровнем моря, однако во время миграции могут залетать на высоты до 2500 метров над уровнем моря.

## Особенности биологии
Полифаг, поливольтинный эврибионт. Имаго активны в сумерках и до полуночи. Их часто привлекают искусственные источники света, однако к ним прилетают только самцы и самки, готовые к откладыванию яиц.
Питание имаго играет важную роль не только в поддержании жизни, но и для созревания яиц в теле самки.
Короткий и толстый хоботок не позволяет бабочке питаться нектаром цветов и служит для питания вытекающими древесными соками, а также соками повреждённых плодов и фруктов. Однако к питанию последними бабочки прибегают крайне редко. В отличие от многих других видов бражников при всасывании хоботком сока деревьев, мёда, собирающейся влаги предпочитает не зависать в полёте, а садиться на субстрат возле источника пищи.
Бражник мёртвая голова охотно поедает мёд, проникая в гнёзда и ульи медоносных пчёл, где прокалывает ячейки сот хоботком и сосёт мёд, за один раз съедая 5—15 г. Может проникать в ульи диких и домашних пчёл.
Существовала теория, что бабочка издаёт звуки, подобные звукам недавно вышедшей из кокона пчелиной матки, защищая себя таким образом от возможности быть убитой рабочими особями пчёл. Данная теория не нашла научного подтверждения, но всё равно бытует среди пчеловодов и на страницах жёлтой прессы.
На самом деле эти бабочки успокаивают пчёл путём выделения химических веществ, которые маскируют их собственный запах (химическая мимикрия). К ним относятся четыре жирные кислоты: пальмитолеиновая, пальмитиновая, стеариновая и олеиновая, встречающиеся в такой же концентрации и таком же соотношении у медоносных пчёл. Также бабочки малочувствительны к пчелиному яду и в экспериментах выдерживали до 5 укусов пчёл. Но порой случается, что пчёлы зажаливают «грабителя» насмерть. Вредителем пчеловодству не является ввиду своей низкой численности. Однако многие пчеловоды негативно относятся к этой бабочке, считая её вредителем. Поэтому зачастую они стараются установить на летки в ульях проволочную сетку с ячейками диаметром 8—9 мм, через которые могут проникать пчёлы и трутни, но не данные бабочки.
Бражник мёртвая голова, будучи потревоженным, издаёт пронзительный писк. Как именно бабочка производит этот звук, долгое время оставалось загадкой. Решением данного вопроса в XVIII веке занимался физик и зоолог Рене Антуан Реомюр. Но лишь в 1920 году Хейнрих Прелл обнаружил, что данный звук возникает в результате колебаний выроста верхней губы эпифаринкса, когда бражник засасывает воздух в глотку и продавливает его обратно. Гусеница также может издавать звук, но трением челюстей. За несколько дней до выхода бабочки, звук может издавать и куколка, в случае её механического раздражения. Значение этих звуков окончательно не выяснено. Вероятно, они служат для отпугивания врагов.

## Размножение

### Яйцо
Овальное, размером 1,5×1,2 мм, матовое, бледно-зелёного или голубоватого цвета. Обычно располагается на нижней стороне листьев кормовых растений.

### Гусеница
Гусеницы довольно крупные, с пятью парами ног. Гусеницы первого возраста достигают длины 12 мм и покрыты редкими отдельными небольшими волосками. Гусеницы 4 возраста уже достигают длины 40—50 мм, при весе до 4 г. Гусеница 5 возраста — большая, гладкая, к концу своего развития достигает длины 15 см, при весе 18—22 г.
|  |  |

Встречаются формы с различной окраской: жёлто-голубой, зелёной и бурой. Чаще всего встречается лимонно-жёлтая с синими косыми полосами, сходящимися на спине под острым углом; тело, начиная с 4 и по 11 сегмент, усеяно чёрно-синими точками. Рог изогнут в виде буквы «S», зернистый и шершавый. Также встречаются гусеницы с зелёной окраской и с зелёными полосами, а также серо-бурые с белым рисунком. Последний вид окраски не считается нормальным, что доказывается не только большой редкостью таких экземпляров в Европе, но и тем обстоятельством, что в молодом возрасте, а также после линьки, временно бывают зелёной окраски.
Продолжительность стадии гусениц составляет около 8 недель.

#### Кормовые растения

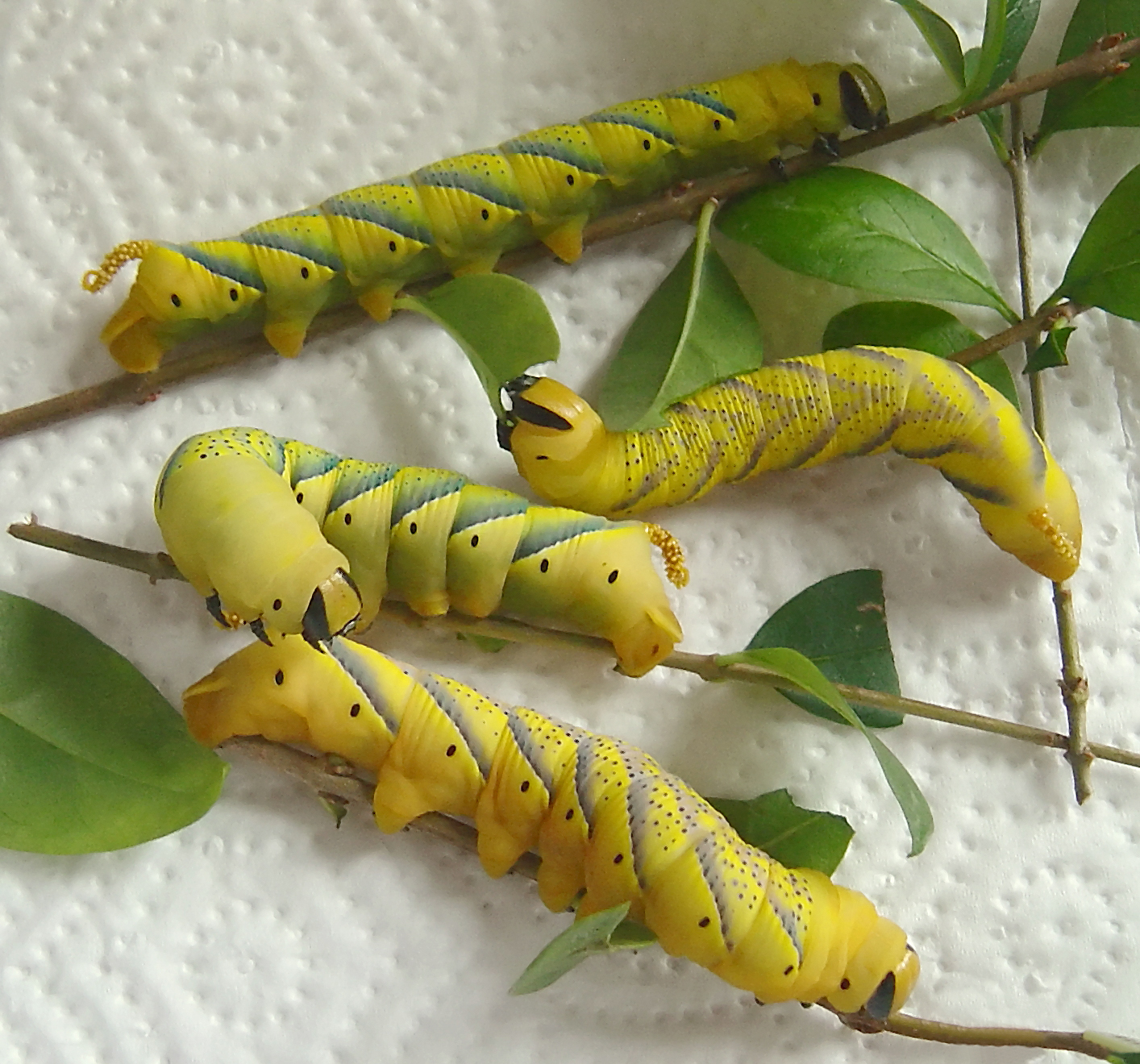
Кормящиеся гусеницы

Гусеницы питаются, прежде всего, растениями семейства паслёновые, преимущественно картофелем (Solanum tuberosum). Однако поскольку картофель был интродуцирован в страны  Старого Света сравнительно недавно, изначально кормовыми растениями этого вида были другие пасленоваые : дереза обыкновенная, дурман, белладонна, табак, Lycium europaeum, а также физалис, томат, баклажан, паслён сладко-горький, паслён чёрный и другие виды этого рода.

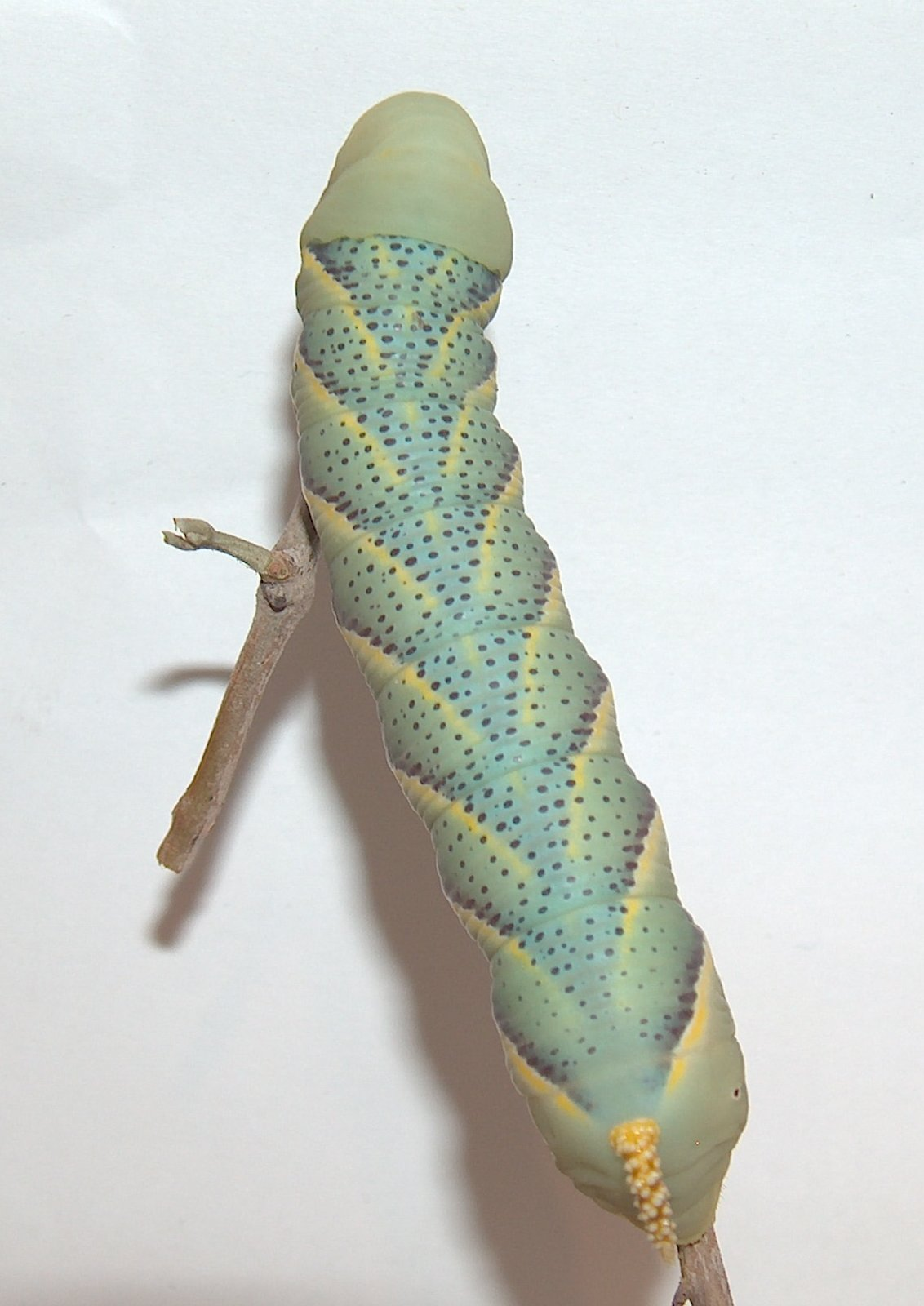
Гусеница

Однако гусеницы являются полифагами и также могут питаться многими видами растений из нескольких семейств, в том числе:
- Адоксовые: бузина, калина обыкновенная
- Зонтичные: морковь, укроп
- Кутровые: олеандр
- Астровые: мелколепестник канадский
- Бигнониевые: Catalpa bignonioides, Tecomaria capensis
- Капустные: капуста
- Коноплёвые: конопля посевная
- Жимолостные: жимолость, снежноягодник
- Бересклетовые: бересклет
- Амарантовые: свёкла
- Бобовые: боб садовый
- Гортензиевые: чубушник
- Яснотковые: витекс священный
- Маслиновые: ясень, жасмин, сирень, бирючина, маслина, филлирея
- Мальвоцветные: гибискус
- Норичниковые: павловния
- Подорожниковые: львиный зев
- Розоцветные: боярышник, земляника, яблоня, слива домашняя, груша, малина
- Мареновые: подмаренник красильный
- Рутовые: рута, Citrus sinensis
- Норичниковые: буддлея, коровяк
- Крапивные: крапива

На Канарских островах кормовыми растениями служат: Cussonia, Spathodea campanulata, Cordia sebestena, табебуйя, табачное дерево, клеродендрум. В Азербайджане и Дагестане из кормовых растений отмечены также Solanum persicum, парнолистник обыкновенный и ясень.

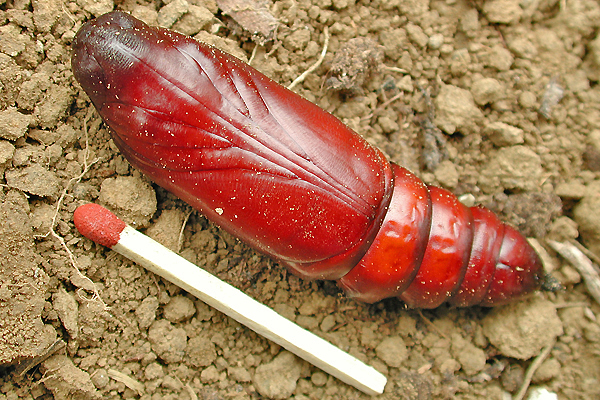
Куколка

### Куколка
Куколка гладкая, блестящая, длиной 50—65 мм у самца и 65—75 мм у самки, максимум до 80 мм. Вес куколки самцов — 7—10 г, самок — 7—12 г.
Сразу после окукливания цвет куколки может быть от жёлтого до кремового, иногда с зеленоватый оттенком на спинке. Через 12 часов куколка приобретает окончательную красно-бурую окраску.
Обычно располагается в почве на глубине 15—40 см, в ломком земляном коконе. Стадия куколки длится около месяца.

## Паразитоиды
На различных стадиях жизненного цикла бражник мёртвая голова подвержен нападению определённых типов паразитоидов: яйцевых, яйцеличиночных, личиночных, личиночно-куколочных и куколочных.
- Ichneumonidae
  - Amblyjoppa fuscipennis
  - Amblyjoppa proteus
  - Callajoppa cirrogaster
  - Callajoppa exaltatoria
  - Diphyus longigena
  - Diphyus palliatorius
  - Ichneumon cerinthius
  - Netelia vinulae
- Тахины
  - Compsilura concinnata
  - Drino atropivora
  - Masicera pavoniae
  - Winthemia rufiventris

## Численность
Чаще всего встречается единично. Численность популяции из года в год сильно варьируется. Колебания численности связаны в первую очередь с погодными и другими природными условиями. В холодные годы она сокращается, а в тёплые — сразу же возрастает.
В холодные зимы куколки в средней полосе Европы могут погибать. Но численность восстанавливается на следующий год за счёт мигрирующих особей. С появлением потомства мигрантов связано то, что второе поколение гораздо более многочисленное, чем первое. В средней полосе самки второго поколения стерильны.
Об общей численности можно судить лишь косвенно на основании обнаруживаемых куколок.
Постоянное снижение численности на территории стран бывшего СССР обусловлено химической обработкой полей, особенно картофельных в борьбе с колорадским жуком, приводящей к гибели гусениц и куколок бабочки.

## Замечания по охране
Мёртвая голова была занесена в Красные книги УССР (1980) и СССР (1984).
На данный момент вид исключён из Красной книги России, как сравнительно распространённый и не нуждающийся в специальной охране.
Занесён в Красную книгу Украины, где ему присвоена III категория — «редкие виды» — виды с небольшими популяциями, которые в данное время не относятся к категории «исчезающих» или «уязвимых».
Ввиду постоянного снижения численности на территории стран бывшего СССР необходимо создание и введение мер по охране этого вида. Необходимые меры охраны должны включать в себя изучение биологии вида, сроков его развития, влияния осенних и зимних холодов, кормовых растений, биотопического распределения, а также распространения, определение северной границы ареала и зоны миграций. На полях вместо тотальных химических обработок необходимо введение интегрированного метода борьбы с сельскохозяйственными вредителями.

## В культуре

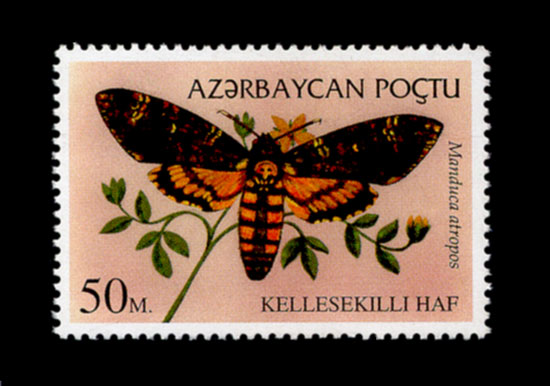
Почтовая марка с изображением мёртвой головы. Азербайджан

- С мрачным рисунком в виде черепа на её спинке связано немало легенд — по поверью, эта бабочка была предвестником несчастий, смерти, войн и эпидемий[30]. Так, эпидемию 1733 года народ приписывал появлению этой бабочки. В Иль-де-Франс до сих пор верят, что чешуйка с крыльев этой бабочки, попав в глаз, причиняет слепоту и возможную скорую гибель[11].
- Определённую роль играет бражник мёртвая голова в фильме режиссёра Джонатана Демми «Молчание ягнят», снятом по мотивам одноимённого романа Т. Харриса. Маньяк-убийца кладёт куколку этой бабочки в рот своим жертвам. Для преступника они были символом перерождения — он хотел превратиться в женщину, как куколка в бабочку. В оригинальном романе преступник использовал куколок близкородственного вида — Acherontia styx, но в киноверсии романа фигурируют куколки бражника мёртвая голова[13].
- Мимо образа этой бабочки не прошли писатели, в том числе и великий американский писатель Эдгар По. Прекрасная и жутковатая бабочка описана им в рассказе «Сфинкс». Бабочка ползала по паутине на окне, а герою рассказа казалось, что существо двигается по далёким склонам холмов. Вымышленный гигантский вид этой бабочки также упоминается в фантастическом рассказе Александра Беляева «Мёртвая голова». Упоминается она и в готическом романе ужасов Сьюзен Хилл «Я в замке король» (англ. I'm the King of the Castle), где использовалась, чтобы посеять страх в одном из молодых героев.
- В мае 1889 года Ван Гог написал картину, изображающую бабочку, названную им «Бражник мёртвая голова». Ван Гог ошибочно посчитал, что перед ним эта редкая в Европе бабочка. На самом же деле на картине изображена Павлиноглазка грушевая (Saturnia pyri). Музей Ван Гога в Амстердаме переименовал картину в «Императорская ночная бабочка» («Павлиноглазка»)[31][32].
- Скопление бабочек этого вида фигурирует в американском фильме ужасов 2012 года от продюсера Сэма Рэйми и режиссёра Уле Борнедаля — «Шкатулка проклятия» (англ. Possession).
- Бражник мёртвая голова изображен на обложке 8 студийного альбома (Ultraviolet) финской рок-группы Poets of the Fall
- Брошь с этой бабочкой украшает плащ Детлаффа в игре Ведьмак 3: Дикая Охота — Кровь и вино.